# Crise énergétique mondiale de 2021-2023

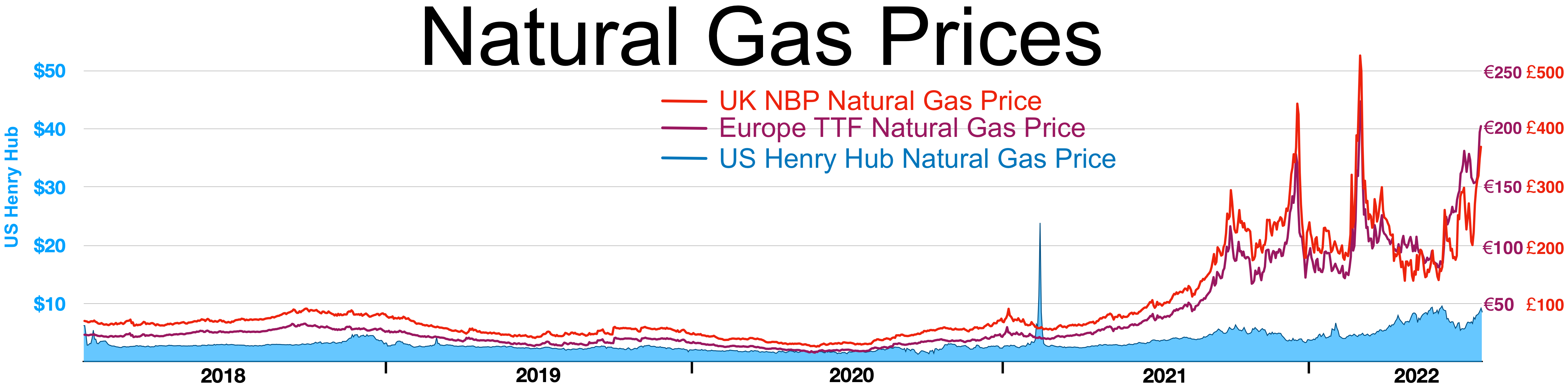
Prix du gaz fossile sur trois marchés, dans leurs monnaies respectives : Europe, Amérique, Royaume-Uni.

La crise énergétique mondiale de 2021-2023 est une pénurie d'énergie dans le monde, causée en 2021 par la forte reprise économique mondiale après la récession liée à la pandémie de Covid-19 à partir de 2020, puis amplifiée à partir de mars 2022 par l'invasion de l'Ukraine par la Russie.

## Contexte général

Pays par réserves prouvées de gaz fossile (2018), sur la base des données du CIA World Factbook. L'Iran possède les deuxièmes réserves mondiales de gaz fossile après la Russie.

L'Agence internationale de l'énergie commence son rapport World Energy Outlook 2022 par : « Nous traversons actuellement la première crise énergétique mondiale. Des pressions sur les marchés s’étaient déjà manifestées avant l’invasion de l’Ukraine par la Russie, mais les actions de cette dernière ont transformé la reprise économique rapide qui a suivi la pandémie – et entraîné des tensions sur toutes les chaînes d’approvisionnement mondiales dont celles de l’énergie – en une véritable tourmente énergétique ».

### Causes principales

#### Hausse de la demande d'énergie à la suite de la reprise économique post-COVID
Selon Nicolas Goldberg, expert énergie chez Colombus Consulting, les prix du gaz avaient augmenté dès 2021 en raison de la hausse du marché des quotas carbone, puis à partir de juillet 2021 lors de la reprise de l'économie mondiale.
Depuis l’automne 2021, la reprise économique mondiale a fait grimper le prix des matières premières (gaz, charbon et pétrole). Le gaz fossile est devenu un enjeu géopolitique entre l’Union européenne, la Russie et les États-Unis. La tension sur le gaz fossile au niveau mondial est aussi liée à l’augmentation du prix des quotas d’émission européens de dioxyde de carbone.
En 2021, l'Agence internationale de l'énergie (AIE) constate la plus forte augmentation jamais enregistrée de la demande mondiale d'électricité : +1 500 TWh, soit +6 %, à la suite du rebond économique mondial après la récession liée à la pandémie de Covid-19 en 2020. En pourcentage, c'est la plus forte augmentation depuis 2010. Elle a déclenché des pannes dans certains pays et conduit à une hausse historique des prix ainsi que des émissions de dioxyde de carbone. Selon l'AIE en janvier 2022, la volatilité du marché pourrait entraîner encore trois années de hausse des prix, ainsi que des émissions record de gaz à effet de serre.

#### Guerre en Ukraine
Le 27 avril 2022, la Russie coupe l'approvisionnement en gaz à la Pologne et à la Bulgarie pour sanctionner leur soutien à l'Ukraine et le refus de payer le gaz en roubles, puis à la Finlande. Gazprom annonce le 30 mai 2022 la suspension de ses livraisons de gaz aux Pays-Bas, et le 31 mai au Danemark. Dans les deux cas, il s'agit de volumes relativement faibles à l'échelle de l'Europe, et l'importateur néerlandais Gas Terra a déjà pris ses dispositions pour acheter son gaz ailleurs. Le ministre néerlandais de l'Environnement déclare qu'en cas d'urgence, la production pourrait être augmentée dans le champ gazier de Groningue,.
La Russie coupe ses exportations d'électricité vers la Finlande à la suite de l'annonce de sa volonté de rentrer dans l'Organisation du traité de l'Atlantique nord (OTAN). L'électricité russe représentait alors 10 % de la consommation, mais la fin de ces importations ne devrait pas faire courir de risque sur la sécurité du réseau électrique finlandais.

### Causes secondaires
D'autres causes expliquent les tensions sur l'énergie.
En décembre 2020, après des mois de restrictions, la Chine bloque totalement les importations de charbon d'Australie, qui était la plus grande source de charbon importé par ce pays.
Les exportations américaines de gaz naturel liquéfié (GNL) vers la Chine et d'autres pays asiatiques bondissent en 2021, les acheteurs asiatiques étant prêts à payer des prix plus élevés que les importateurs européens.

#### Taux d'indisponibilité exceptionnel des centrales nucléaires françaises
Jusqu’à 32 réacteurs nucléaires français sur 56 ont été arrêtés en été pour des opérations de maintenance ou de contrôle. Ils sont ensuite progressivement remis en service : le 11 janvier 2023, il reste 12 réacteurs à l’arrêt, soit environ 45 GW opérationnels sur les 61 GW.
La production nucléaire en France était entre 275 et 285 térawattheures (TWh) en 2022. EDF espère une meilleure production en 2023 (entre 300 et 330 TWh), puis en 2024 (entre 315 et 345 TWh).

#### Marché carbone européen et contamination du prix du gaz sur le prix de l’électricité
En septembre 2021, le commissaire européen à l'action climatique Frans Timmermans déclare au Parlement européen à Strasbourg qu'« environ un cinquième » de l'augmentation des prix de l'énergie peut être attribué à la hausse du prix du CO2 sur le marché du carbone de l'Union européenne.
Les pays de l’Union européenne se sont mis d’accord pour associer leurs moyens de production d’énergie. Lorsque la demande augmente, ce sont les énergies dont les coûts sont les plus élevés comme le gaz ou le charbon qui prennent partiellement le relais, mais surtout qui font office de référence de prix pour l’ensemble du réseau. Le prix de l'électricité est ainsi fixé en fonction du coût de la dernière source d'énergie utilisée. Ce système engendre ce qu’on nomme un effet de contamination du prix du gaz sur le prix de l’électricité. Ceci a pour conséquence que les pays qui sont capables de produire par exemple une électricité moins chère grâce à leur capacité nucléaire doivent payer le prix fort en raison de leur participation au marché, qui utilise comme référence le coût du gaz. Avec la guerre en Ukraine, le prix du gaz explose, entraînant le prix de l'électricité avec lui, conséquence directe des mécanismes mis en place.
Cette structuration européenne du prix de l'électricité est problématique au regard du mix énergétique de certains pays. Pour Rémy Prud'homme, professeur émérite à l’Université de Paris XII, ce système créé par l'UE a pour conséquence que « le prix actuel de l’électricité européenne est égal au coût marginal de l’électricité en Europe, qui est en pratique le coût marginal de l’électricité au gaz russe en Allemagne ». Le marché européen de l’électricité fabrique des rentes pour tous les producteurs d’électricité infra-marginaux qui produisent une électricité (nucléaire ou même renouvelable) à son coût habituel et la vendent à ce prix européen, « empochant des bénéfices extravagants ».

#### Limitation de la production de gaz aux Pays-Bas
Le champ permien de gaz de Groningen aux Pays-Bas (le plus grand réservoir de gaz fossile d'Europe de l'ouest), annonce un arrêt de sa production vers mi-2022. L'exploitation de ce champ gazier entouré de failles a commencé à générer de petits séismes induits (anthropiques) en 1991 (environ 320 événements de magnitude supérieure ou égale à 1,5 ont été détectés de 1991 à 2018 selon Vlek en 2019). Ils seraient dus à la densité des failles entourant le réservoir et au contraste de raideur entre le réservoir et la roche environnante, ainsi qu'à une compaction différentielle du réservoir,. Seule une petite partie des zones exploitées est concernée, mais elles sont responsables du fait que « la majorité de la sismicité mondiale liée à l’extraction de gaz naturel de magnitude supérieure à 1 a eu lieu dans cette région ».
Selon Reuters, « l'extraction est rapidement devenue problématique ces dernières années, car une série séismes par la production du gaz a aussi endommagé des maisons et des bâtiments dans la région »,.

#### Sécheresse au Brésil
La pire sécheresse au Brésil depuis près d'un siècle menace son approvisionnement en électricité. Le Brésil dépend de l'hydroélectricité pour les deux tiers de sa production électrique.

## Conséquences selon les pays

### Asie

#### Chine
En octobre 2021, la Chine fait face à sa pire crise énergétique depuis des décennies. The Guardian rapporte que « les entreprises des centres industriels ont reçu l'ordre de limiter la consommation, les résidents ont été soumis à des pannes d'électricité progressives et les spectacles de lumière annuels ont été annulés ».
Les prix des métaux industriels tels que le cuivre, le zinc et l'aluminium ont atteint des niveaux records alors que les pénuries d'énergie en Chine font grimper les coûts de l'électricité et du gaz naturel,. Le prix de l'aluminium atteint un sommet en 13 ans.
La crise énergétique intensifie les pressions sur la Chine avant les Jeux olympiques d'hiver de 2022.

#### Inde
En octobre 2021, l'Inde est au bord d'une crise énergétique car les stocks de charbon du pays dans les centrales électriques sont dangereusement bas.

### Europe
L'Europe est en 2021 la région la plus vulnérable aux hausses de prix de l'énergie, car environ 60 % de son gaz venait de Russie, d'Algérie et de Libye. Elle est confrontée à une combinaison de conditions défavorables : hausse de la demande de gaz naturel ; diminution de l'approvisionnement du marché européen par les États-Unis, la Norvège et de la Russie ; moindre production d'électricité d'origine renouvelable, avec un hiver froid qui a épuisé les réserves des barrages européens. Ceci fait bondir les prix du gaz dès 2021,,,. Les marchés du gaz naturel liquéfié y ont été tendus tout au long de 2021 alors qu'aux États-Unis, le prix du gaz reste relativement bas en raison de ressources en gaz de schiste.
La Russie respecte ses contrats à long terme, mais sans fournir de gaz supplémentaire sur le marché au comptant. En octobre 2021, l'Economist Intelligence Unit signale que la Russie voit sa capacité d'exportation de gaz supplémentaire limitée par sa propre demande intérieure élevée, avec une production proche de son pic,. Le 27 octobre 2021, le président russe Vladimir Poutine autorise l'énergéticien contrôlé par l'État Gazprom à commencer à fournir les sites de stockage de gaz européens, une fois que la Russie aura fini de remplir ses propres stocks de gaz, ce qui pourrait arriver vers le 8 novembre,. Cette décision provoque une chute des prix mondiaux des ressources énergétiques et atténue la crise énergétique en Europe.
L'Union européenne est encore très dépendante du gaz naturel en 2021 (15 % de la consommation d'énergie en France ou en Pologne, 25 % en Allemagne et en Espagne, et plus de 40 % en Italie). Une part importante de ce gaz provient de Russie (par gazoducs) : jusqu'à 40 % certaines années et 30 % en 2021, outre du gaz naturel liquéfié (GNL) importé de Sibérie par méthaniers. En 2022, le repli des importations russes explique en partie la flambée des cours du gaz en Europe (quatre fois plus cher en janvier 2022 qu'un an avant), faisant croitre le prix de l'électricité. Washington, Berlin, l'Agence internationale de l'énergie et d'autres accusent Moscou de limiter volontairement ses livraisons pour faire monter les prix et faire pression sur les capitales occidentales. L'Europe, en retour, importe du GNL des États-Unis, du Qatar ou d'Afrique ; certains jours de janvier 2022, le GNL assure jusqu'au quart de la demande européenne, et sur l'ensemble du mois, en volume, il dépasse les achats de gaz russe, ce qui n'était jamais arrivé. Ceci est rendu possible par une moindre demande de GNL de la Chine, de la Corée du sud et du Japon, grâce à des températures clémentes en Asie du Nord. Mais au-delà d'un certain volume, les capacités européennes de regazéification du GNL seraient saturées.
Le 20 juillet 2022, face au « risque non négligeable » d’un arrêt d'approvisionnement en gaz russe, l'Union européenne publie une stratégie « Économiser le gaz pour un hiver sûr », intégrant trois niveaux de crise : « alerte précoce », « alerte » et « urgence ». Le gouvernement espagnol rejette le plan proposé par la Commission européenne de réduire de 15 % la consommation de gaz dans les mois qui suivent ; Teresa Ribera, ministre de la Transition écologique, déclare : « Quoi qu'il arrive, les familles espagnoles ne subiront pas de coupures de gaz ou d'électricité dans leurs maisons et le gouvernement défendra la position de l'industrie espagnole, qui a payé un prix élevé pour garantir la sécurité d'approvisionnement. ».
Le 30 septembre 2022, les ministres européens de l'Énergie adoptent des mesures d'une ampleur sans précédent : chaque État membre devra réduire sa consommation d'électricité de 5 % aux heures de pointe, du 1er décembre au 31 mars, et récupérer les surprofits engrangés par certains producteurs d'électricité à bas coût (nucléaire, charbon, renouvelables) quand l'électricité est vendue à plus de 180 euros le mégawattheure entre le 1er décembre et le 30 juin, pour financer un soutien aux consommateurs (ex : blocage des prix de détail). Il devra aussi taxer les compagnies pétrolières sur leurs activités européennes de production d'hydrocarbures et de raffinage, à un taux minimum de 33 % sur leurs bénéfices jugés excessifs en 2022 (profits supérieurs de 20 % à la moyenne des quatre dernières années). Ces prélèvements devraient fournir 140 milliards d'euros, soit environ 1 % du PIB de l'Union.
L'automne 2022 étant exceptionnellement doux, les réserves européennes sont en octobre presque pleines (92 % dans l'Union européenne et près de 100 % en France) ; les prix du gaz à Rotterdam chutent à 94 €/MWh le 24 octobre contre plus de 300 €/MWh fin août. Les terminaux de regazéification de GNL sont saturés et une trentaine de méthaniers tourneraient au ralenti ou navigueraient lentement aux abords de l'Europe, en attendant de pouvoir décharger leur gaz, dont sept sur la côte sud-ouest de l'Espagne.
Cette crise transforme le marché gazier dont les flux de gaz, qui allaient de l'Est vers l'Ouest, se sont en décembre 2022 inversés, générant un flux d'argent européen de l'Europe vers les zones gazières du Qatar et des États-Unis ; au 1er semestre 2022, les importations de GNL américain ont presque triplé en Europe.
Au premier trimestre 2023, selon Eurostat, l'approvisionnement russe de pétrole auprès de l'UE chute à 5,4 % contre 27,7 % un an auparavant. Les importations de gaz naturel russe baissent de 41,3 % à 14,2 %. La Norvège et les États-Unis sont devenus les deux principaux fournisseurs d'hydrocarbures de l'Europe. Selon le ministère des Finances russe, les recettes fiscales liées au pétrole et au gaz au premier trimestre 2023 ont chuté de 47 % en un an.
Pour la production d'électricité, l'Europe a évité en 2022 le double écueil d'un retour massif du charbon et du gaz dans le mix énergétique électrique européen ; ce sont l'éolien et le solaire qui ont bondi, avec un nouveau record (22 % de l'électricité de l'UE en 2022), dépassant même le gaz fossile (20 %) ce qui n'était jamais arrivé. La part du charbon dans le mix électrique européen est restée élevée et a même augmenté (pour atteindre 16 % de l'électricité de l'UE en 2022), pour rebaisser dès les quatre derniers mois de 2022. L'UE rompt en 2022 avec son plus grand fournisseur historique de gaz fossile, la Russie, tout en faisant face à de bas niveaux d'hydroélectricité et de nucléaire (les plus bas depuis au moins deux décennies), qui ont créé la même année un manque égal à 7 % de la demande totale d'électricité de l'Europe ; déficit amorti par une croissance record de l'éolien et plus encore du solaire (record de 39 TWh, soit + 24 % en 2022, près du double du précédent record), évitant environ 10 milliards d'euros d'achat de gaz. Vingt pays de l'UE battent de nouveaux records photovoltaïques en 2022 tandis qu'un hiver doux et un effort de sobriété énergétique font chuter la demande d'électricité de l'UE de 7,9 % au dernier trimestre 2022 par rapport à celui de 2021, soit -56 TWh, une baisse comparable à celle de 9,6 % (−61 TWh) de, au second trimestre 2020, au confinement causé par la pandémie de Covid-19. L'UE avait anticipé l'hiver 2022 en important 22 Mt de charbon supplémentaire, mais n'en a utilisé qu'un tiers. Selon David Jones, responsable de l'analyse des données chez Ember : « Nous assistons à une accélération remarquable du rythme de construction des énergies renouvelables. Surtout pour l'éolien offshore et le solaire sur les toits (…) Cela montre que notre objectif de 45 % d'énergies renouvelables d'ici 2030 est ambitieux mais tout à fait réalisable ».

#### Allemagne
Comme dans le reste de l'Europe, la forte augmentation des prix de l'énergie menace les foyers allemands modestes. Dans un contexte où l'énergie est déjà la plus chère d'Europe pour les particuliers, les allocations versées aux 5,5 millions de bénéficiaires de minima sociaux ne suffisent pas à couvrir leur facture énergétique. Début 2022, les prix du gaz avait déjà bondi de 46,6 % par rapport à 2021. La multiplication des faillites de petits fournisseurs accroît encore la pression sur les prix.
Du fait du mix énergétique allemand et de l'envolée des prix du gaz, les émissions de dioxyde de carbone augmentent en 2021 d'environ 33 millions de tonnes et la part de l'énergie verte diminue, en particulier celle des centrales éoliennes, dont le fonctionnement a été limité par des vents tombés à un minimum sur le long terme. La part de la production d'électricité à partir du charbon augmente de près d'un cinquième pour atteindre 27,8 %, en particulier du fait d'une moindre exploitation des centrales à gaz en raison de son prix élevé.
En juin 2022, Robert Habeck, ministre de l'Économie, annonce une relance des centrales à charbon mises en réserve pour produire de l'électricité afin de faire face à une rupture d'approvisionnement en gaz russe. Le ministre décide ainsi de remplacer temporairement les centrales au gaz produisant de l'électricité par des centrales au charbon jusqu'ici mises en réserve en dépit de l'objectif de la nouvelle coalition de se passer de cette énergie fossile dès 2030. Le charbon représentait 31,5 % de la production d'électricité au premier trimestre 2022, en hausse par rapport à l'année précédente.
En juillet 2022, dans une note du comité d'études des relations franco-allemandes (CERFA), Patricia Commun estime que si la crise actuelle devait perdurer et ou s’accentuer, les industries les plus énergivores pourraient être conduites à des fermetures partielles ou totales de sites de production emblématiques et à quitter définitivement le sol allemand. La coalition au pouvoir, qui s’était unie sur un programme d’accélération de la transition énergétique, « est brutalement confrontée à un défi de réalité industrielle et géopolitique d’une gravité inédite. » Elle rappelle notamment que si la guerre en Ukraine a relancé la discussion sur la justification de l’arrêt de l’ensemble des centrales nucléaires au regard de la situation dramatique de pénurie énergétique dans laquelle l’Allemagne risque de se trouver à très courte échéance. Si cela est techniquement possible, une remise en route de centrales en cours d’arrêt ou en préparation d’arrêt nécessite le remplacement de pièces de sorte qu’il ne faudrait pas moins de 15 mois dans le meilleur des cas pour relancer ces centrales. « La décision de sortie du nucléaire privant l’Allemagne de 12 % de sa production d’électricité d’ici à fin 2022 a donc déjà produit ses effets inéluctables. »
En août 2022, le ministre de l'Économie annonce limiter le chauffage à 19 °C dans ses bâtiments publics.
BASF envisage de diminuer de manière permanente sa présence en Europe afin de contrer l'augmentation du prix du gaz, qui est une matière première indispensable à la chimie.
Le 29 octobre 2022, le fabricant de batteries de voitures électriques Northvolt indique envisager de déplacer son projet d'usine géante d'Allemagne vers les États-Unis, où l'énergie est jusqu'à deux fois moins onéreuse que dans le reste du monde grâce à l'exploitation du gaz de schiste et où les incitations aux implantations d'usines du plan Biden en faveur des énergies décarbonées sont plus attractives que celles de l'Europe.
En juin 2023, une étude de la Fédération des industries allemandes (Bundesverband der Deutschen Industrie, BDI) révèle que 16 % des entreprises de taille moyenne interrogées par la BDI ont déjà pris des dispositions pour délocaliser une partie de leurs activités et que 30 % d’entre elles envisagent de prendre des mesures concrètes pour délocaliser des emplois et de la production à l’étranger. Selon Siegfried Russwurm, président de la BDI, « près de deux tiers des entreprises interrogées considèrent les prix de l’énergie et des ressources comme l’un des défis les plus urgents ». Toujours selon lui, « les prix de l’électricité pour les entreprises doivent baisser de manière fiable et permanente pour atteindre un niveau compétitif, sinon la transformation [verte] des entreprises échouera ». Le même mois, la production industrielle allemande baisse de 1,5 %. Les raisons invoquées sont une faible demande, ainsi que des coûts de l’énergie particulièrement élevés. Les activités les plus énergivores, comme la chimie, peinent à retrouver leur niveau de production d'avant la guerre en Ukraine.

#### Belgique
En septembre 2021, une étude de la Commission de Régulation de l'Electricité et du Gaz montre une augmentation de 30 % du prix de l'électricité et de 50 % du prix du gaz naturel depuis 2020 en Belgique.

#### Espagne
En Espagne, le prix de l'électricité a augmenté de plus de 200 %, devenant source de protestations et une question sensible pour le gouvernement de gauche, qui s'est engagé à aider ceux qui sont incapables de payer leurs factures d'énergie. Les entreprises énergétiques doivent faire face aux coûts plus élevés tant que des mesures pour stabiliser les prix seront en place, avant d'être remboursées ultérieurement via des tarifs plus élevés, selon le plan gouvernemental, auquel les entreprises énergétiques espagnoles s'opposent.
L'Espagne est meneuse dans l'éolien et le solaire, mais dépend toujours de l'Algérie qui lui fournit plus d'un tiers de son gaz naturel et est son premier fournisseur de gaz. En octobre 2021, à la suite d'une détérioration des relations algériennes avec le Maroc en rapport avec la région contestée du Sahara occidental, l'Algérie déclare ne pas vouloir renouveler l'accord permettant depuis 25 ans à son gaz naturel de transiter par le Maroc et l'Espagne . Le 1er novembre 2021, l'Algérie arrête les exportations de gaz naturel vers l'Espagne via le gazoduc Maghreb-Europe.
Un second gazoduc, plus long, relie l'Algérie à Almeria (côte sud-est de l'Espagne), fournit en octobre 2021 16 % des importations de gaz naturel du pays ; on prévoit de porter sa capacité de huit à dix millions de mètres cubes dans les prochains mois, ce qui ne suffira toutefois pas à combler entièrement le déficit, sauf si assez de gaz peut être transporté depuis l'Algérie par méthanier.
La facture d'électricité des ménages augmente de 41 % en 2021, selon l'association de consommateurs OCU. Dans l'industrie électro-intensive (sidérurgie, chimie), le poste « énergie » passe de 50 % à plus de 80 % des coûts de production. Des groupes comme ArcelorMittal, freinent leur production ou ferment temporairement des usines. L'indice des prix à la consommation progresse de 6,7 % en 2021. La ministre de la Transition écologique, Teresa Ribera, annonce en septembre une taxe temporaire sur les « bénéfices excessifs » des sociétés de production et de fourniture d’électricité qui facturent au tarif du marché (souvent fixé par le prix du kWh d'origine gazière selon le "merit order") , l'énergie produite à moindre coût, dont le nucléaire ou l'énergie hydraulique, mais elle doit se résigner à adoucir son décret initial, sous la pression des énergéticiens, qui en échange acceptent de revoir les tarifs appliqués à leurs clients industriels.

#### France
Les tarifs réglementés du gaz ont bondi de 59 % depuis le 1er janvier 2021 pour cinq millions de Français. Mi-septembre 2021, le gouvernement promet un chèque énergie exceptionnel de 100 euros et début octobre, le Premier ministre Jean Castex annonce un gel de ces tarifs pendant les sept mois suivants. L'indice des prix des tarifs réglementés de vente de gaz sont début octobre 33 points au-dessus de leur niveau de 2015. Pour les prix de l'électricité, ils se situent en augmentation de 22,7 % par rapport à 2015 : depuis mi-2021, les prix sur le marché spot français suivent clairement une tendance différente des années passées. En quinze ans, la hausse des prix de l'électricité est estimée par Le Figaro se situer entre 60 et 62 %. Combinées, ces hausses représentent plusieurs centaines d'euros dans le budget annuel des ménages.
La crise énergétique a également un impact important sur les industriels très consommateurs d’énergie.
La crise énergétique de 2021, compliquée par les tensions politiques en Europe de l'Est et la rareté des approvisionnements en gaz naturel, coûte à l'État français 580 millions € supplémentaires (685 millions $) sur un an.
Face à la forte augmentation des prix de gros de l'électricité, le gouvernement s'engage fin septembre 2021 à plafonner la hausse du tarif réglementé de vente (TRV) à 4 %, la hausse du tarif devant s'élever à 35 % si aucune mesure gouvernementale n'était prise. Il décide de réduire la principale taxe sur l'électricité, la taxe intérieure de consommation sur l'électricité (TICFE) qui est ramenée de 22,50 €/MWh à 50 centimes, le minimum autorisé par Bruxelles, ce qui correspond à un coût de 8 milliards € pour le budget de l'État. Il impose à EDF d'augmenter de 20 TWh le volume d'électricité nucléaire vendu à prix réduit à ses concurrents, pour le faire passer à titre exceptionnel de 100 à 120 TWh. La mesure doit coûter entre 7,7 et 8,4 milliards € à EDF. Le PDG d'EDF Jean-Bernard Lévy y voit « une aide d'État en faveur de [ses] concurrents ».
Fin janvier 2022, tous les syndicats du groupe appellent à la grève pour protester contre la mesure qui oblige EDF à vendre davantage d’électricité nucléaire à bas prix à ses concurrents, dans le cadre du dispositif de l’ARENH. Cette décision contraint EDF à acheter cher, sur les marchés de gros, de l’électricité qu’il devra revendre à un tarif bien plus bas (46,20 €) à ses concurrents. L’opération devrait coûter environ 3 milliards € à la société. Elle l’obligera également à modérer la hausse appliquée à ses propres clients, ce qui entraînera, selon l'entreprise, un manque à gagner de 5 milliards € (3 milliards € selon d’autres sources).
En janvier 2022, la société Oui Energy entre en procédure de redressement judiciaire pour son activité de fourniture d'électricité et de gaz (157 000 clients) , connue sous la marque Planète Oui, en raison de la flambée des prix de l'énergie. E.Leclerc Énergie avait arrêté de fournir de l'électricité à ses clients fin octobre 2021. Le fournisseur Hydroption s'est retrouvé en liquidation judiciaire. La société Bulb, filiale d'un groupe britannique en faillite, vient à son tour de perdre son autorisation de vente en France. Le danois Barry cesse de commercialiser son offre d'électricité à « tarification dynamique », qui s'aligne sur l'évolution des cours sur les marchés de gros. Cdiscount Energie (groupe Casino) arrête la fourniture de gaz à compter du 6 avril.
En avril 2022, Réseau de transport d'électricité (RTE) déclenche l’alerte orange montrant la fragilité du système et une sécurité d'approvisionnement non acquise. La France est contrainte d'importer de l’électricité d'Allemagne et d'Angleterre notamment. Les capacités de production en baisse de la France ont pour effet de faire momentanément grimper en flèche les prix spot dans le pays, ceux-ci atteignant jusqu'à 3 000 € le MWh, contre près de dix fois moins ailleurs en Europe. En effet, alors que le mix électrique de la France repose toujours, en théorie, à presque 70 % sur son parc nucléaire, celui-ci peine à atteindre les 50 %. La vétusté des équipements nucléaires a pour conséquence que seuls 44 réacteurs sur 56 seront en état de marche durant l'hiver 2022-2023 posant la question du risque de pénurie d’électricité.
En juillet, le gouvernement annonce la relance de la centrale à charbon de Saint-Avold, en Moselle, pour faire face à la pénurie de gaz et d’électricité pour l’hiver, Cette décision contredit la promesse d’Emmanuel Macron, qui affirmait que d’ici 2022, la France ne compterait plus aucune centrale à charbon, énergie la plus polluante en matière d’émission de CO₂ pour produire de l’électricité.
Selon une estimation publiée par la Commission de régulation de l'énergie, les demandes de résiliation de contrats de vente d'énergie renouvelables à prix garanti représentaient déjà 1,3 GW en juillet 2022, sur les 13 GW de solaire et 19 GW d'éolien branchés au réseau en France. Ces sorties de contrat concernent principalement les filières éolienne et hydraulique. Avant 2014, les producteurs bénéficiant de ces contrats n'avaient pas l'obligation de rembourser les aides versées par l'État ; ce dernier envisage d'introduire un mécanisme de pénalité dans le projet de loi de finances 2023 pour les producteurs qui décideraient de s'en remettre intégralement au marché, avant la fin de leurs contrats avec l'État.
En décembre 2022, les sociétés William Saurin et Garbit annoncent vouloir arrêter temporairement, à partir du 2 janvier 2023, quatre de leurs huit usines en France, ce qui représente environ 80 % de la production du groupe. 800 de ses 1200 salariés français se verront appliquer un accord d'activité partielle de longue durée (APLD). Selon la société mère Cofigeo, ses coûts énergétiques passeront de 4 millions à 40 millions d'euros au 1er janvier.
En 2022, du fait de l'envolée des prix du gaz, le nombre de foyers chauffés au gaz recule pour la première fois : GRDF évoque un chiffre provisoire de 30000 clients en moins et un véritable coup d'arrêt sur les nouveaux raccordements. Le nombre de clients utilisant le gaz pour la cuisson baissait déjà depuis plusieurs années.
La France est ainsi largement importatrice pour la première fois depuis des décennies en 2022. Le pays a eu besoin d’importer près de 15 terawattheures pour pallier les fermetures de ses centrales nucléaires. L’électricité allemande, d’où provient la plus grande partie des importations, est très fortement carbonée : ainsi entre novembre et début décembre le gaz représente près de 20 % de la production et le charbon plus de 40 % alors que l’éolien, en raison du manque de vent, ne réprésente que 15 %.
En mars 2024, Pierre Moscovici, premier président de la Cour des comptes, lance une nouvelle alerte sur l'endettement de la France, aggravé selon lui par les dispositifs de soutien aux ménages et aux entreprises pendant la crise énergétique. Dans un rapport, la Cour des comptes chiffre à 36 milliards d'euros la facture nette des dispositifs de soutien aux consommateurs déployés par l’État entre 2021 et 2024.

#### Royaume-Uni
À partir d'août 2021, les prix de gros élevés du gaz naturel en Europe entraînent la fermeture de certains petits fournisseurs nationaux. En septembre 2021, l'achat mû par la panique d'essence et de gazole par les consommateurs britanniques provoque de graves perturbations dans l'approvisionnement en carburant routier.
Sur la cinquantaine de fournisseurs alternatifs d'électricité actifs en juillet 2021, 26 ont fait faillite entre août 2021 et janvier 2022, ne pouvant relever les prix au-delà du plafond tarifaire fixé de manière réglementaire. Or ce plafond doit être révisé en avril, et son augmentation pourrait dépasser 50 % selon la fédération Energy UK. Selon une étude du think tank « Resolution Foundation », près de 27 % des ménages pourraient basculer dans la « précarité énergétique » (dépenses d'énergie supérieures à 10 % du budget), contre 9 % en janvier.

#### République tchèque
En octobre 2021, la cessation d’activités d’un fournisseur d'énergie tchèque et opérateur du marché de l'électricité place 900 000 clients face à une envolée des prix de l’énergie. Leur approvisionnement sera assuré aux nouveaux prix du marché par le fournisseur dit de dernier recours, c'est-à-dire par le principal fournisseur sur un territoire de distribution donné,.

#### Moldavie
La Moldavie s'approvisionne en gaz auprès de la Russie qui menace de stopper ses exportations. Ce qui accentue les tensions au sein du pays.
Il y a des allégations selon lesquelles la Russie aurait utilisé cette crise à son avantage après que la Moldavie a élu l'actuelle présidente pro-européenne Maia Sandu au détriment du candidat pro-russe Igor Dodon en 2020, ce que la Russie a démenti.

### Amérique du Nord

#### États-Unis
Les États-Unis sont exportateurs nets d'énergie en 2019. Ils sont les premiers producteurs mondiaux de pétrole (en incluant les différents hydrocarbures liquides) depuis 2017 et de gaz naturel depuis 2011 grâce à la contribution croissante de leurs hydrocarbures de schiste.
En 2021, les prix à la consommation aux États-Unis ont augmenté de 7 % ; c'est le rythme annuel le plus élevé enregistré depuis quarante ans. En particulier, les prix de l'énergie ont progressé de 29,3 %. L'opposition républicaine accuse le plan d'aide adopté au printemps 2021, qui a déversé des centaines de milliards de dollars sur les comptes bancaires des Américains, au moment où l'offre se grippait et allait faire grimper les prix.

## Événements concomitants
Le 5 décembre 2022, l'embargo sur le pétrole russe entre en vigueur : plus aucun navire ne pourra décharger du pétrole russe dans un port de l'Union européenne. Les États-Unis, la Grande-Bretagne, le Japon et l'Australie ont pris des engagements similaires. Les livraisons par oléoducs restent à l'écart de l'embargo, car la Hongrie reçoit son pétrole de Russie par oléoduc et ne peut pas facilement diversifier ses approvisionnements contrairement aux États ayant un accès à la mer. Mais la plupart des pays européens, dont l'Allemagne et la Pologne, ont annoncé qu'ils cesseraient aussi d'importer du pétrole russe par pipeline. Cet embargo permet de réduire les volumes importés de plus de 90 % par rapport à l'avant-guerre. À partir du 5 février 2023, l'embargo européen concernera aussi les produits raffinés. De plus, l'Union européenne a décidé de plafonner à 60 dollars le baril les prix du pétrole russe vendu à des États tiers, dans le cadre de discussions menées avec le G7. Ce plafond sera maintenu 5 % en dessous du prix du marché du brut russe. Il sera appliqué par les pays du G7 et l'Australie. Un délai de grâce de quarante-cinq jours est accordé aux navires en mer qui ont chargé leur cargaison avant le 5 décembre 2022.

## Conséquences à long terme
Selon le rapport annuel de l'Agence internationale de l'énergie, la flambée des prix et la guerre en Ukraine ont accéléré les investissements dans les énergies propres : l'Inflation Reduction Act aux États-Unis, le paquet européen « Fit for 55 » pour une réduction des émissions de carbone de 55 % d'ici à 2030, ou encore le Japan's Green Transformation devraient faire grimper les investissements dans les énergies propres à 2 000 milliards $ par an dans le monde à l'horizon 2030, soit 50 % de plus qu'en 2021.

## Réponses apportées
En octobre 2021, le producteur américain Venture Global LNG signe trois accords d'approvisionnement à long terme avec l'entreprise publique chinoise Sinopec pour fournir du gaz naturel liquéfié. Les importations chinoises de gaz naturel américain vont plus que doubler.
Le 28 octobre 2021, les prix du gaz naturel en Europe chutent d'au moins 12 % après que Gazprom a annoncé qu'elle augmenterait ses approvisionnements en Europe après le remplissage des sites de stockage nationaux russes vers le 8 novembre. La Norvège augmente sa production de gaz, et la baisse des prix du charbon en Chine contribue également à la baisse des prix du gaz naturel,.

### Réponses et commentaires des dirigeants politiques
Le Premier ministre hongrois Viktor Orbán a imputé la flambée record des prix de l'énergie aux projets du pacte vert pour l'Europe de la Commission européenne. Selon Politico, « malgré l'impact des prix élevés de l'énergie, [le commissaire européen à l'énergie] Kadri Simson a insisté sur le fait qu'il n'était pas prévu de revenir sur le bloc du pacte vert , qui vise à rendre l'UE climatiquement neutre d'ici 2050 ». S'exprimant lors du sommet sur le climat COP26 à Glasgow, le Premier ministre tchèque Andrej Babiš dénonce le pacte vert pour l'Europe, affirmant que la Commission européenne « continue de proposer des politiques dangereuses telles que l'interdiction des moteurs à combustion en 2035, ou des quotas de carbone pour les transports et le logement individuel. à cause d'une législature inappropriée et de la spéculation, le prix des droits d'émission est devenu incontrôlable, entraînant la flambée des coûts de l'électricité. »,
Le conseiller à la sécurité nationale du président américain Joe Biden, Jake Sullivan, a publié une déclaration appelant l'OPEP+ à augmenter la production de pétrole pour « compenser les précédentes réductions de production imposées par l'OPEP+ pendant la pandémie jusqu'en 2022 ». Le 28 septembre 2021, Sullivan rencontre en Arabie saoudite le prince héritier saoudien. Mohammed ben Salmane pour discuter des prix élevés du pétrole. Le prix du pétrole est d'environ 80 $ en octobre 2021, le plus haut depuis 2014.
Le ministre iranien du Pétrole Javad Owji déclare que si les sanctions dirigées par les États-Unis contre l'industrie pétrolière et gazière iranienne étaient levées, l'Iran aurait toutes les capacités pour faire face à la crise énergétique mondiale. Le ministre qatari de l'énergie, Saad Sherida Al-Kaabi, note qu'il « y a une énorme demande de tous nos clients, et malheureusement nous ne pouvons pas répondre à tout le monde. Malheureusement, à mon avis, cela est dû au fait que le marché n'investit pas assez dans l'industrie [du gaz] ».
Pour la présidente de la Commission européenne, Ursula von der Leyen, « l'Europe d'aujourd'hui est trop dépendante du gaz et trop dépendante des importations de gaz. La réponse tient à la diversification de nos fournisseurs… et, surtout, à l'accélération de la transition vers une énergie propre ». Le commissaire européen à l'action climatique Frans Timmermans suggère de manière semblable que « la meilleure réponse à ce problème aujourd'hui est de réduire notre dépendance aux combustibles fossiles ».
Le ministre français de l'Économie Bruno Le Maire estime que « le choc gazier que l'on vient de connaître est équivalent au choc pétrolier de 1973 ». Le gouvernement travaille sur trois types de solutions : sur la réforme du marché européen de l'énergie pour que les prix de l'électricité dans chaque pays reflètent le coût véritable de son mix énergétique ; sur l'indépendance énergétique qui passe par des investissements dans les capacités de production ; sur l'innovation, notamment en matière de stockage de l'énergie.
En décembre 2022, après des accusations de corruption concernant notamment une ancienne vice-présidente du Parlement européen, la Grecque Éva Kaïlí, le Qatar réagit aux mesures prises par le Parlement européen en mettant en garde l’Union européenne sur l' « effet négatif » qu'elles pourraient avoir sur les discussions en cours sur « la sécurité énergétique mondiale ». Pour le journal Le Monde, « c’est une menace à peine voilée ».

### Réponse de l'Union européenne à la crise du gaz russe

#### Économies de gaz et recherche de nouveaux fournisseurs
Le 26 juillet 2022, les ministres européens de l'énergie ont approuvé un plan assurant une sécurité énergétique pour faire face à la perturbation des approvisionnements en gaz russe, qui concerne les États européens à des degrés différents. Dans ce contexte, les pays tablent sur des économies d'énergie pour l'hiver 2022-2023. Les Européens ont aussi fortement réduit leur consommation de gaz avec - 20% de consommation dans l'UE d'août à novembre, par rapport aux cinq années précédentes, selon Eurostat. D'après les estimations de l'Agence internationale de l'énergie (AIE), la consommation totale de gaz de l'UE pourrait atteindre 360 milliards de m3 en 2022 contre 412 milliards de m3 en 2021.
Les importations de GNL ont augmenté de 60 % en 2022 par rapport à l'année 2021 en raison de baisse d'approvisionnement en gaz de la part de la Russie. Les États-Unis ont fourni plus de la moitié des importations de GNL de l'UE. Une croissance significative qui lui a permis de devenir au cours du premier semestre le premier exportateur mondial de GNL. Au total, l'Union européenne a importé 155 milliards de m3 de GNL en 2022. Cet apport de GNL a été d'autant plus significatif que l'UE a eu moins de production hydroélectrique et que les centrales nucléaires françaises ont eu davantage de pannes en 2022. En Europe, 26 nouveaux terminaux ont été annoncés sur le continent.

#### Plafonnement du prix du gaz en Europe
Le 19 décembre 2022, les ministres européens de l'énergie décident de mettre en place à partir du 15 février 2023 un « mécanisme de correction de marché » qui sera déclenché lorsque le prix des contrats à un mois dépasse 180 €/MWh pendant trois jours d'affilée, et qu'il existe un écart entre le prix des marchés européens et mondiaux de 35 €. Une fois lancé, il restera actif pendant au moins 20 jours ouvrables. La Commission européenne avait initialement proposé 275 €/MWh et un écart avec les prix mondiaux supérieur à 58 €, sur deux semaines. L'accord prévoit la possibilité de désactiver automatiquement le mécanisme en cas de perturbations imprévues : par exemple, en cas d'augmentation de la consommation de gaz, de diminution des échanges sur le TTF (Bourse du gaz européen) ou de diminution des importations trimestrielles de GNL des États membres. Les ministres européens ont également adoptées d'autres mesures, dont un renforcement des achats conjoints de gaz entre États membres avec des contrats à moyen ou long terme pour avoir de meilleures conditions tarifaires.

#### Embargo sur le pétrole et les produits pétroliers russes
En décembre 2022 entre en vigueur l'embargo décidé par l'Union européenne sur le pétrole brut russe, ainsi qu'un plafonnement sur le prix du baril russe avec ses partenaires du G7. Un nouvel embargo sur les produits raffinés russes est entré en vigueur début février 2023. Mais l'Inde a considérablement augmenté ses importations de brut en provenance de Russie, qui représentaient seulement 1 % de ses importations avant la guerre et sont passées à plus de 30 % des volumes importés en mai 2023, soit l'équivalent de la totalité du pétrole russe qui était auparavant exporté vers l'Europe. Début mai, le Financial Times révèle qu'une société dénommée « Gatik » avait acquis 56 tankers en l'espace de douze mois pour acheminer tout ce pétrole russe vers l'Inde ; de nombreux éléments semblent indiquer que le pétrolier russe Rosneft contrôlerait Gatik. Au premier trimestre 2023, le prix moyen du baril acheté par l'Inde à la Russie était de 44 euros, soit une dizaine d'euros en dessous du prix moyen payé par les autres pays. Une partie de ce pétrole russe, raffiné en Inde, est vendue aux prix du marché, sous forme d'essence ou de diesel, à l'Europe ou aux États-Unis, en toute légalité. Deux acteurs privés captent près de la moitié de ce pétrole russe : Reliance Industries, le conglomérat de Mukesh Ambani, et Nayara Energy, société indo-russe détenue en partie par Rosneft. Les exportations de produits pétroliers depuis l'Inde vers l'UE ont atteint 11,6 millions de tonnes entre avril 2022 et janvier 2023, soit une augmentation de 20 % par rapport à l'année précédente. En mai 2023, Josep Borrell, haut représentant de l'Union européenne pour les Affaires étrangères, déclare au Financial Times que « l'importation en Europe de diesel et d'essence fabriqués en Inde à partir de pétrole russe consiste assurément en un contournement des sanctions, et les États membres doivent prendre des mesures ».

### Initiative des trois mers
L'Initiative des trois mers, fondée au lendemain de l'annexion de la Crimée par la Russie en 2014, se réunit les 6 et 7 septembre 2023 à Bucarest, en Roumanie. Elle regroupe 12 États d'Europe centrale et orientale, membres de l'Union européenne, formant un territoire de 111 millions d'habitants reliant la Baltique, la mer Noire et l'Adriatique. La Grèce les rejoindra lors du sommet, apportant un accès à la mer Égée. La Géorgie, la Moldavie et la Macédoine du Nord pourraient y adhérer ultérieurement, et l'Ukraine est « partenaire associé » depuis 2022. Le projet de l'Initiative consiste à construire un axe Nord-Sud sur le flanc est de l'Europe, en développant des infrastructures de transport, d'énergie ou encore dans le numérique, pour remplacer l'axe Est-Ouest avec la Russie. La Pologne et la Lituanie ont déjà construit des terminaux d'importation de gaz naturel liquéfié (GNL) sur la Baltique pour se passer du gaz russe, ainsi que la Croatie sur l'Adriatique et la Grèce en mer Égée, avec le port d'Alexandroúpoli, en lien avec la Bulgarie. Le projet Via Carpatia regroupe des chantiers d'infrastructures routières orientées Nord-Sud, entre la Pologne et la Grèce. L'Union européenne apporte une part importante des financements, ainsi que les États-Unis.

## Analyses et critiques
Certains critiques ont accusé le système d'échange de quotas d'émission de dioxyde de carbone de l'Union européenne (EU ETS) et la fermeture des centrales nucléaires d'avoir contribué à la crise énergétique,. Le gouvernement Merkel en Allemagne a décidé de supprimer les centrales nucléaires et les centrales au charbon.
Le Kremlin a été accusé de vanter la nécessité du gazoduc Nord Stream 2, mais certains analystes énergétiques considèrent que les pénuries d'énergie en Europe sont auto-infligées et accusent, entre autres, les sanctions de l'Union européenne contre les entités russes.
Pour Nikolas Gvosdev (en), l'Union européenne s'est engouffrée dans la crise énergétique par ses propres manœuvres. En voulant émousser les ambitions géopolitiques de la Russie en usant de leur position d'acheteur, les gouvernements européens ont encouragé les services publics de gaz à passer au lieu de gros contrats pluriannuels avec la société russe Gazprom des accords « juste-à-temps (gestion) », permettant d'acheter de l'énergie pour une utilisation à court terme à des prix compétitifs sur le marché au comptant. Dans le même temps, l'Europe devait investir dans de nouvelles interconnexions et gazoducs à travers le continent, garantissant qu'aucune région ne dépendrait d'un seul port d'entrée pour l'énergie. Les Européens avaient notamment pensé qu'ils pouvaient trouver un moyen d'amener les vastes réserves de gaz de l'Iran et de l'Asie centrale vers l'Ouest, mais une combinaison de coûts de développement élevés, de sanctions américaines continues contre l'Iran et d'une demande accrue de la Chine a rendu difficile pour l'Europe d'atteindre cet objectif.
Dans le même temps, l'espérance qu'un consortium d'États de la Méditerranée orientale, liés par l'attrait du profit partagé, prenne des dispositions pour développer les gisements de gaz offshore nouvellement découverts, ne s'est pas réalisé en raison de l'incapacité des États de la région de régler leurs revendications concurrentes sur la Méditerranée orientale. La proposition de l'administration Trump que les Européens achètent de plus grandes quantités de gaz nord-américain butte également sur une infrastructure d'exportation américaine vers l'Europe sous-développée et de prix plus élevés que ce que les acheteurs européens sont prêts à payer. Alors que les fournitures « juste à temps » sont devenues introuvables et que Pékin semble disposée à surenchérir sur l'Europe afin de garantir qu'il n'y aura pas de pénurie d'énergie en Chine pendant l'hiver 2021/2022, l'Union européenne se retrouve prisonnière de ses calculs politiques et géopolitiques.
Cette situation fournit un nouveau levier au président russe Vladimir Poutine qui a laissé entendre que si le gazoduc Nord Stream 2, qui attend une décision de certification des régulateurs allemands, n'est pas certifié, l'Europe ne verra pas un seul mètre cube de gaz au-dessus de ce qui est requis par l'Accord gaz de 2019.
Pour Benjamin Coriat, la crise énergétique est le « symptôme d'une transition écologique mal préparée ». Selon lui, les États européens ont entrepris le processus de la transition sans encadrer les prix de l'énergie. La crise traduirait ainsi « le manque d'anticipation et l'irresponsabilité de nos dirigeants en matière climatique ». Le marché du carbone fait l'objet de spéculations et est « une catastrophe qui n'a plus rien à voir avec la défense de l'environnement ».
Dans un éditorial du Financial Times en septembre 2022, Fatih Birol, directeur exécutif de l'Agence internationale de l'énergie, s'oppose à « trois mythes sur la crise énergétique mondiale » qui, à son avis, sont erronés : la Russie n'est pas en train de gagner la guerre de l'énergie, car ses gains à court terme en recettes d'exportation sont plus que compensés par les pertes de marchés et de confiance qu'elle va subir durant de nombreuses années ; elle s'est aliéné l'Union européenne, son principal client, et sa capacité à exploiter ses réserves pétrolières et gazières est compromise par les sanctions qui la privent d'accès aux technologies occidentales. Ses projets de quadrupler ses exportations de gaz naturel liquéfié d'ici 2035 apparaissent désormais irréalisables. Le second mythe, selon lequel la crise actuelle serait une crise des énergies propres, n'a aucune base réelle : au contraire, tous les décideurs politiques regrettent maintenant de ne pas avoir développé plus vite le solaire et l'éolien, l'efficacité énergétique et le nucléaire. Le troisième mythe est que la crise actuelle pourrait nous empêcher d'affronter le changement climatique. Au contraire, cette crise a mis en évidence le caractère insoutenable du système énergétique actuel et a suscité des plans d'accélération de la transition énergétique, comme le plan européen « REPowerEU » et la loi américaine « Inflation Reduction Act », les efforts accrus du gouvernement japonais pour accroître la production d'électricité nucléaire et renouvelable avec son plan « GX green transformation », les records enregistrés par la Chine dans les énergies renouvelables et les véhicules électriques et la mise en place en Inde d'un marché carbone.